# Mary Luz Andía
Mary Luz Andía (Provincia de Espinar, 9 de noviembre de 2000) es una atleta peruana especializada en marcha atlética. Formó parte de la delegación de Perú en los Juegos Olímpicos de Tokio 2020.

## Trayectoria
Andía inició como deportista cuando un profesor de educación física la motivó a explotar su talento en atletismo, participando en distintas competencias. Tras ello participó con éxito en los Juegos Escolares Nacionales de Perú, en los Juegos Sudamericanos Escolares realizados en Brasil y los Juegos Trasandinos. Para proseguir su carrera se mudó de Cusco a la ciudad de Arequipa para entrenar en el Centro de Alto Rendimiento (CEAR) apoyada por el Instituto Peruano del Deporte.
Participó en los Juegos Panamericanos Lima 2019 en la prueba de 20 kilómetros de marcha, en donde obtuvo el puesto 10° En 2019 obtuvo calificación a Tokio 2020 cuando logró la marca necesaria en el Gran Premio Cantones de la Coruña, con un tiempo de 1:30.50, obteniendo lugar 16°. En su debut olímpico hizo la prueba de marcha 20 kilómetros, celebrada en Sapporo el 6 de agosto de 2021, obteniendo el lugar 24 con un tiempo de 1:35:25.